# Ceremonia de clausura de los Juegos Olímpicos de Río de Janeiro 2016
La ceremonia de clausura de los Juegos Olímpicos de Río de Janeiro 2016 se realizó el domingo 21 de agosto en el Estadio Maracaná de Río de Janeiro. Como parte del protocolo, la ceremonia presentó un espectáculo cultural y elementos protocolares, como los discursos de clausura (realizados por Thomas Bach, presidente del Comité Olímpico Internacional, y Carlos Arthur Nuzman, presidente del Comité Organizador), la entrega de la bandera olímpica del alcalde de Río de Janeiro, Eduardo Paes, a la gobernadora de Tokio, Yuriko Koike, y el apagado de la llama olímpica.

## Ceremonia

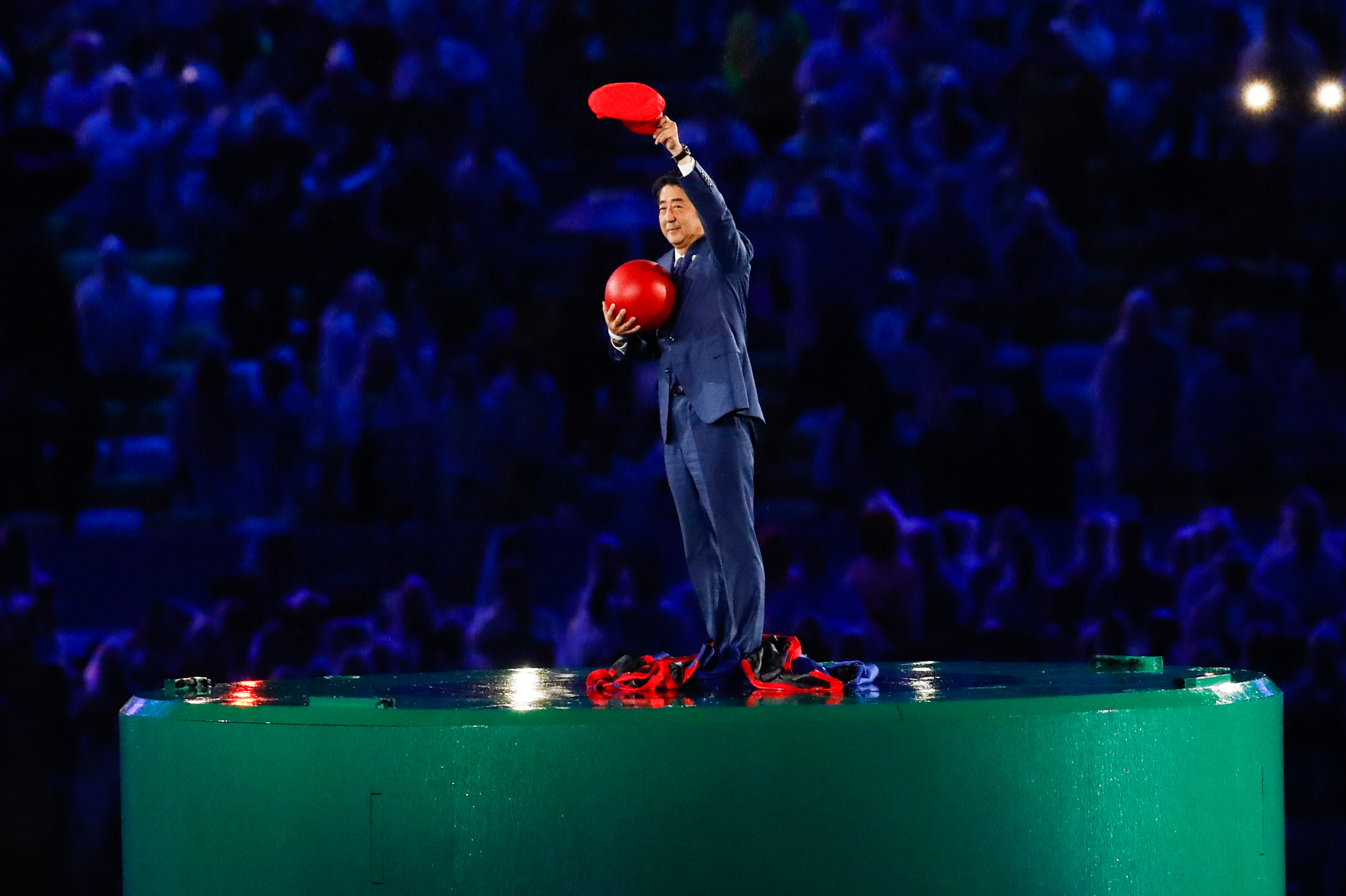
El primer ministro japonés Shinzō Abe.

Rosa Magalhães fue la directora creativa de la ceremonia. También participó el productor de música electrónica noruego Kygo, como parte de un segmento para promocionar los servicios del nuevo Canal Olímpico, que fue lanzado tras los Juegos. La presentación de los próximos Juegos Olímpicos de Tokio incluyó la actuación de la cantante japonesa Ringo Sheena y contó con la participación del difunto primer ministro Shinzō Abe, que emergió de una tubería vestido como Mario.
Los Barbatuques interpretaron la canción "Beautiful Creatures" de la película Río 2 como parte de la ceremonia de clausura de los Juegos Olímpicos de Verano 2016 en Río de Janeiro.

## Himnos
- Himno Nacional del Brasil
- Himno de Grecia
- Himno Olímpico
- Himno Nacional de Japón